# 塞爾登 (紐約州)
塞爾登（英語：Selden）是位於美國紐約州薩福克縣的普查規定居民點。

## 人口
根據2020年美國人口普查的數據，塞爾登的面積為11.78平方千米，皆為陸地。當地共有人口21262人，而人口密度為每平方千米1,804.92人。